# Université Corvinus de Budapest
L'université Corvinus de Budapest (hongrois : Budapesti Corvinus Egyetem, prononcé [ˈbudɒpɛʃti ˈkoɾvinus ˈɛɟɛtɛm], BCE) est une université publique hongroise située à Budapest et fondée en 1948.
Héritière de la faculté des sciences économiques de l'université royale hongroise Péter Pázmány (1920-1948), l'Université hongroise d'économie est officiellement créée par loi en 1948. À l'époque de la Hongrie communiste, précisément en 1953, elle change cependant de nom pour devenir l'Université de sciences économiques Karl-Marx, en l'honneur de Karl Marx. Elle garde cette appellation jusqu'en 1990 – moment de fin de la période communiste – et réopère sous le nom d'Université de sciences économiques de Budapest. 
En 2000, l'université fusionne avec l'École supérieure d'administration publique et devient l'Université de sciences économiques et d'administration publique de Budapest. Elle fusionne ensuite en 2003 avec les trois facultés de Buda (issues de l'ancienne université d'horticulture et d'agronomie) de l'université Szent István de Gödöllő et est subséquemment baptisée en l'honneur du roi de Hongrie, Matthias Corvin.
En 2012, l'université perd sa faculté d'administration publique, qui est transférée vers la nouvelle Université nationale de la fonction publique, puis ses composantes d'horticulture et d'agronomie, qui elles retournent vers l'université Szent István en 2016. L'université Corvinus ne conserve donc que ses facultés de gestion, de sciences sociales et de sciences économiques, revenant ainsi à sa structure antérieure.

## Histoire

### Les origines
L'université Corvinus de Budapest peut être considérée comme l'héritière de la faculté de sciences économiques de l'université royale hongroise Péter Pázmány fondée en 1920. 
La loi LVII de 1948 fonde une université autonome qui, sous le communisme prend le nom de Karl Marx en 1953 et l'abandonne de la même façon en 1990.
Dans un contexte de réorganisation de l'enseignement supérieur en Hongrie dans les années 2000, l'université absorbe l'École supérieure d'administration publique. En 2003, l'ancienne université d'horticulture et d'agronomie réorganisée en facultés au sein de l'université Szent István, rejoint également la toute nouvelle université Corvinus de Budapest.
Après 2003, sa croissance freine et est même inversée, elle perd sa faculté d'administation publique en 2012 au profit de la nouvelle Université nationale de la fonction publique, puis les anciennes facultés de Buda, d'horticulture et d'agronomie, en 2016, qui elles retournent sous l'égide de l'université Szent István.

### Le développement de l'université actuelle
| Liste des recteurs de l'Université : | Liste des recteurs de l'Université : |
| ------------------------------------ | ------------------------------------ |
| 1948–1950                            | László Rudas                         |
| 1950–1953                            | Tamás Nagy                           |
| 1953-1956                            | Béla Fogarasi                        |
| 1957–1963                            | László Háy                           |
| 1963–1967                            | Zsigmond Pál Pach                    |
| 1968–1973                            | Kálmán Szabó                         |
| 1974–1979                            | Iván Berend T.                       |
| 1980–1984                            | Ernő Csizmadia                       |
| 1984–1985                            | Miklós Szuhay                        |
| 1985–1991                            | Csaba Csáki                          |
| 1991–1997                            | Rudolf Andorka                       |
| 1997–2000                            | Tibor Palánkai                       |
| 2000–2003                            | Attila Chikán                        |
| 2003-2011                            | Tamás Mészáros                       |
| 2012-en cours                        | Zsolt Rostoványi                     |

## Organisation

### Facultés
L'université compte sept facultés :
- Faculté de gestion (Gazdálkodástudományi Kar)
- Faculté de sciences économiques (Közgazdaságtudományi Kar)
- Faculté de sciences sociales (Társadalomtudományi Kar)
- Faculté d'administration publique (Közigazgatástudományi Kar)
- Faculté d'horticulture (Kertészettudományi Kar)
- Faculté d'agroalimentaire (Élelmiszertudományi Kar)
- Faculté d'architecture du paysage (Tájépítészeti Kar)

### Sites universitaires

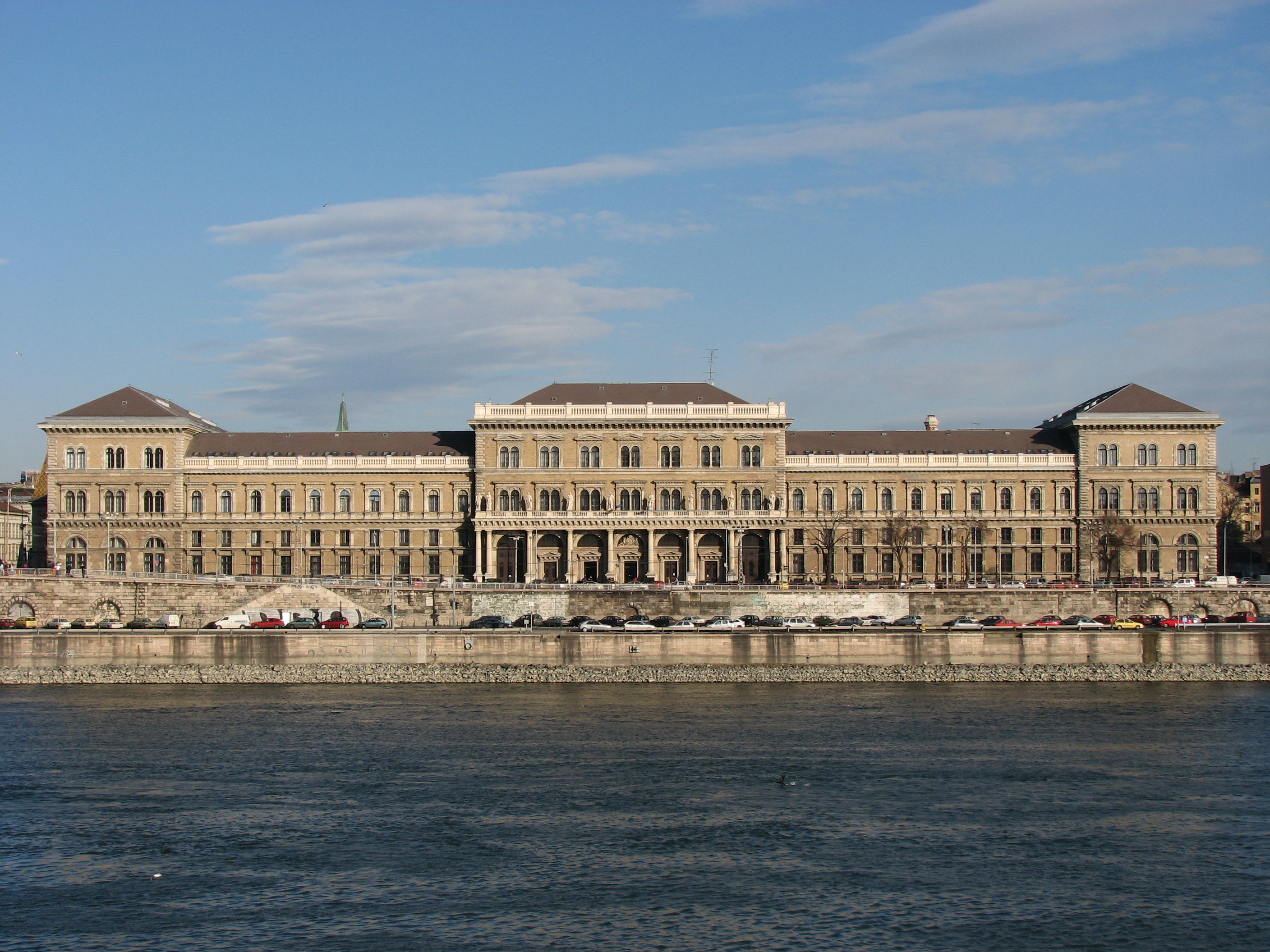
Le bâtiment principal, autrefois Fővámpalota.

Le campus Közgáz et le bâtiment principal de l'université se trouvent à Pest, en face de l'Université polytechnique et économique de Budapest de l'autre côté du Danube. L'édifice néo-renaissance, œuvre de l'architecte hongrois Miklós Ybl, exerce la fonction de bâtiment de l'octroi (Fővámpalota) de 1874 jusqu'à la Seconde Guerre mondiale. Le bâtiment adjacent qui faisait office d'entrepôt de sel (Sóház) accueille désormais des bureaux de l'université.
Pendant la guerre, la proximité du pont Ferenc József place l'université au cœur des combats entre les troupes soviétiques et allemandes. Dans les années qui suivent le conflit, ce qui reste du Fővámpalota alimente les spéculations sur le devenir du bâtiment. En 1948, il est décidé que celui-ci hébergera la toute nouvelle Université hongroise des Sciences économiques. Celle-ci l'investit au cours des années 1950/1951 ; en 1952, un restaurant universitaire est aménagé en sous-sol ; en 1953, des ascenseurs sont installés ; en 1957, un laboratoire ouvre ses portes au rez-de-chaussée et en 1963 un centre de calcul. En 1970, l'université est enfin réaménagée selon les plans initiaux de Károly Makk.
La reconstruction la plus récente du bâtiment principal a lieu en 1990, lors du changement de régime. Ses installations font alors l'objet d'une modernisation significative, tandis que de nombreux éléments architecturaux anciens sont restaurés. Ainsi, la cour d'honneur retrouve par exemple son aspect originel.
- Le campus Közgáz (Közgáz Campus) héberge la faculté de gestion, la faculté de sciences économiques et la faculté de sciences sociales.
- Le campus Administration publique (Közigazgatástudományi Campus) héberge la faculté d'administration publique.
- Le campus de Buda (Budai Campus) abrite quant à lui les facultés d'agroalimentaire, d'horticulture et d'architecture du paysage.

### Accès
Situés en plein centre-ville de Budapest, les divers édifices abritant l'université sont accessibles via plusieurs points d'arrêt du métro et du tramway de Budapest, soit principalement par la station de métro Fővám tér de la [[Ligne M4 du métro de Budapest|ligne de métro ]] ainsi que par les lignes de tramway 2 2A 47 49.

## Galerie

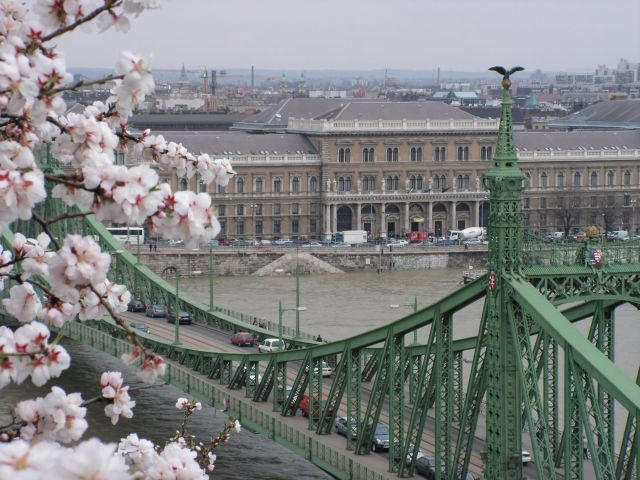
Le bâtiment principal.
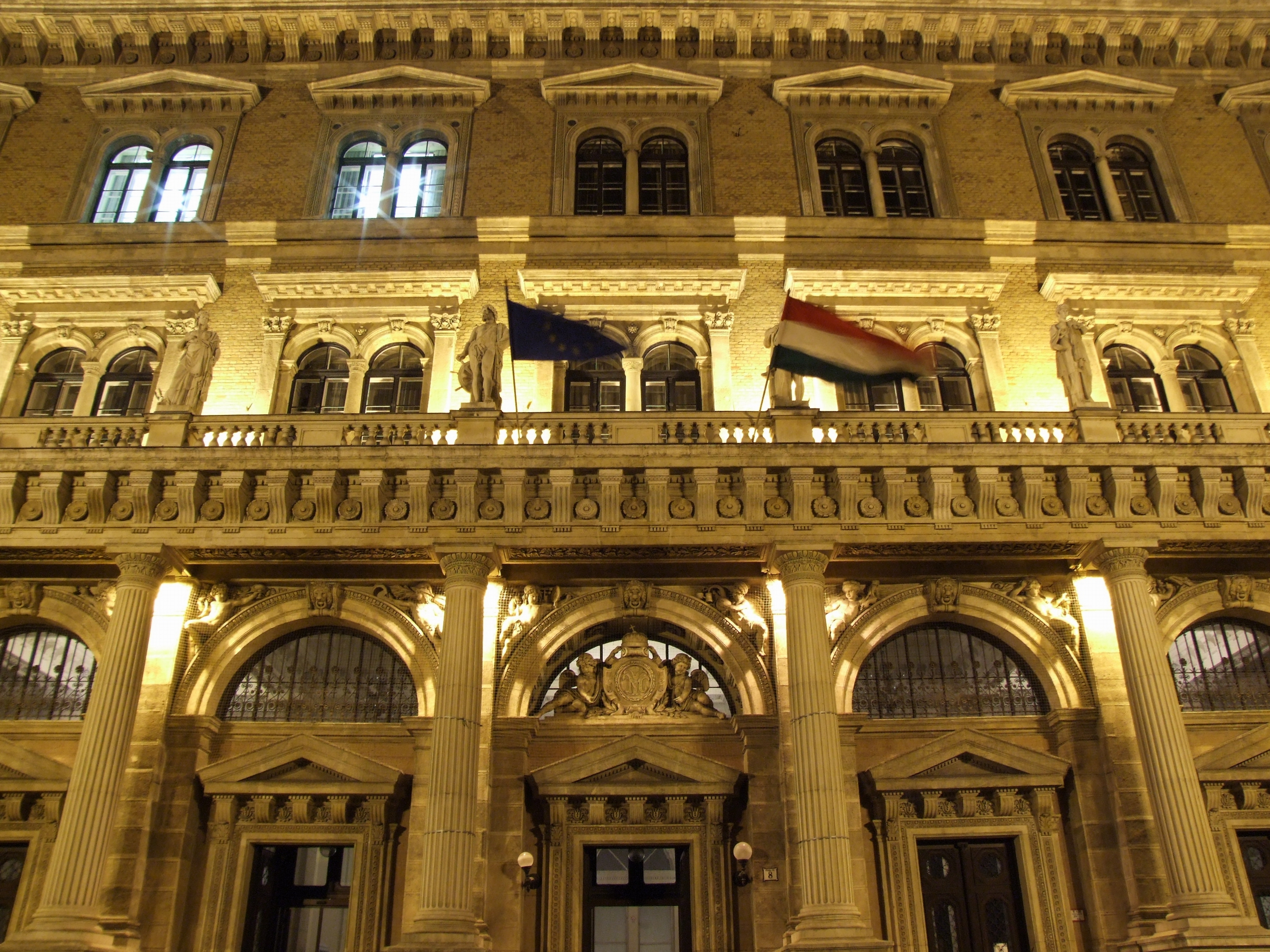
La façade du bâtiment principal éclairée la nuit.
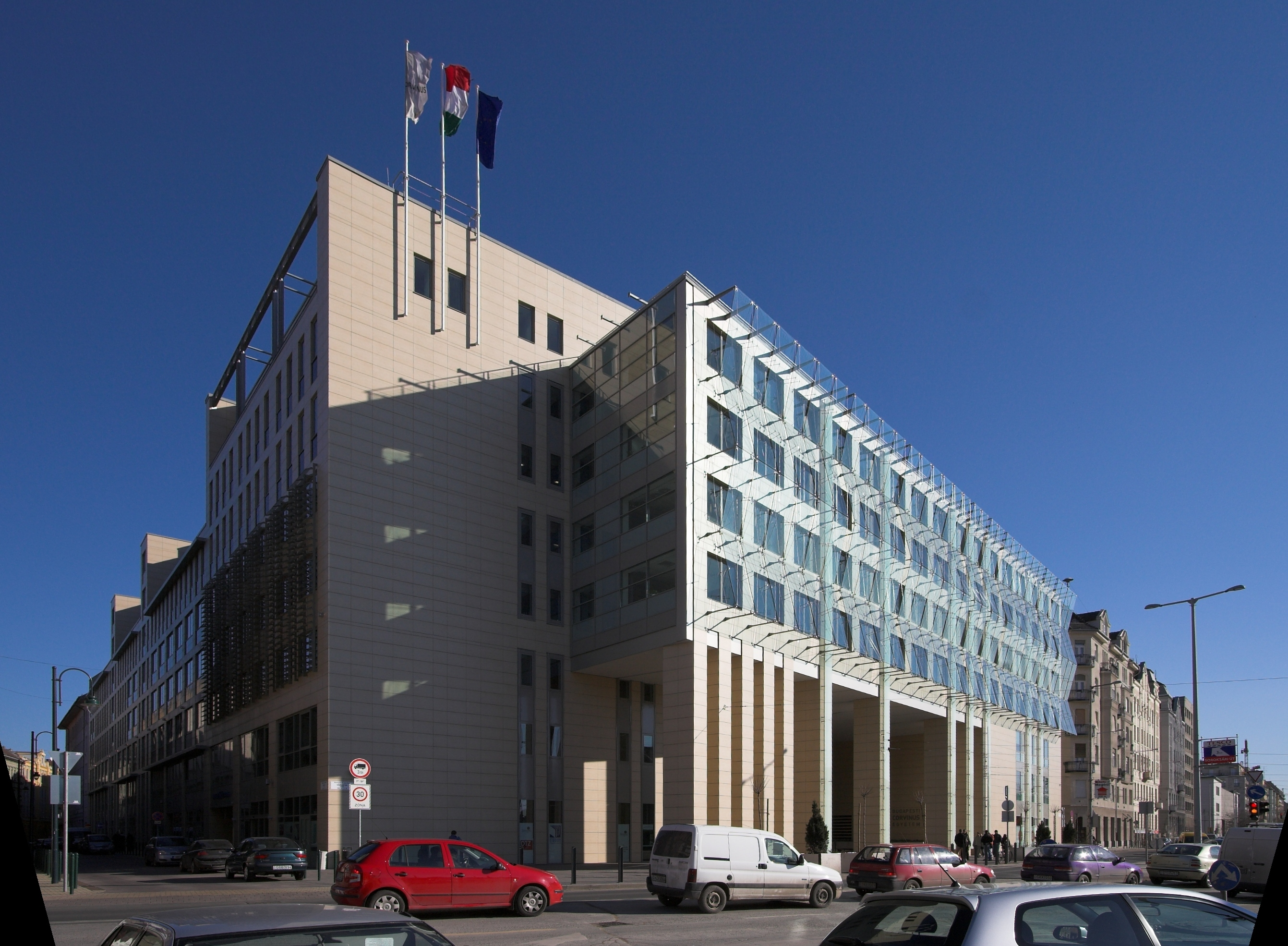
Nouveau bâtiment abritant la faculté des sciences sociales et la bibliothèque universitaire.

## Enseignement et recherche

### Échanges internationaux
- Sciences Po Lyon ; Sciences Po Toulouse[réf. souhaitée]

## Vie étudiante

### Internats et collèges
Les internats (kollégium) tiennent souvent le rôle de résidences universitaires ou de foyer étudiant, alors que les collèges (szakkollégium) sont des établissements complémentaires à l'université. Ils ont pour mission d'héberger des étudiants de l'université, mais aussi d'apporter un complément d'enseignement en vue d'une intégration professionnelle de haut niveau.
- Collège EVK (EVK Szakkollégium)
- Collège Farkas Heller (Heller Farkas Szakkollégium)
- Collège d'administration publique Zoltán Magyary (Magyary Zoltán Közigazgatási Szakkollégium)
- Collège László Rajk (Rajk László Szakkollégium)
- Collège István Széchenyi (Széchenyi István Szakkollégium)
- Collège de la Théorie sociale (Társadalomelméleti Kollégium, TEK)
- Collège d'architecture du paysage Béla Rerrich (Rerrich Béla Tájépítész Szakkollégium)

## Personnalités liées à l'université

### Responsables politiques
- Gordon Bajnai, ancien Premier ministre hongrois
- Lajos Bokros, ancien ministre des Finances hongrois
- Attila Chikán, ancien ministre de l'Économie hongrois
- Ádám Ficsor
- Péter Márki-Zay, maire de Hódmezővásárhely et candidat aux élections de 2022
- Katalin Novák, présidente hongroise

### Intellectuels, journalistes, écrivains, artistes
- János Betlen, journaliste
- Tivadar Farkasházy, journaliste et humoriste
- Endre Fülei-Szántó, linguiste, philologue, professeur des universités
- Yudit Kiss, économiste et écrivaine

### Autres figures institutionnelles
- Attila Czene, champion olympique de natation